# Боровка (притока Чепци)
Бо́ровка (рос. Боровка) — річка в Росії, протікає територією Кіровської області (Зуєвський район), ліва притока Чепци.
Річка починається за 3 км на північний схід від села Коса. Протікає спочатку на північний захід, потім північний схід, а в нижній течії знову на північний захід. Впадає до Чепци біля селище Косино. Верхня течія пересихає. Приймає декілька дрібних приток. Береги річки у верхів'ї та нижній ділянці заліснені. На заболочений пригирлових ділянках лівобережжя створена дренажна система каналів. Створено ставок.
Річка протікає біля східного кордону селища Косино, біля якого збудовано автомобільний та залізничний мости.